# Жозе Кабаніс
Жозе́ Кабані́с (фр. José Cabanis; 22 березня 1922, Тулуза — 6 жовтня 2000, Бальма) — французький письменник, есеїст та історик. Член «Académie des Jeux floraux» (1965) та Французької академії (з 1990). Станом на 2012 рік українською мовою твори не перекладалися.

## Біографія
Після навчання в єзуїтській школі вивчав філософію в ліцеї Тулузи, де його викладачами були Жорж Кангієм та Владимир Янкелевич. Одержав бакалаврські дипломи з права та з філософії. З 1943 по 1945 рік перебував на примусових роботах у Німеччині. Після війни продовжив освіту й захистив дисертацію про організацію держави після появи «Республіки» Платона та «Політики» Арістотеля. Працював в Апеляційному суді Тулузи, а ночами займався літературою.
Відомий як автор морально-психологічних романів з елементами автобіографії та збірок есеїстики. 21 червня 1990 року обраний до Французької академії на 20-е крісло.
Помер 6 жовтня 2000 року.

## Вибрані твори
- La Pitié (Schopenhauer, Nietzsche, Max Scheler, Dostoïevski)  (1948)
- L'Organisation de l' État d' après La République de Platon et La Politique d'Aristote (1948)
- L' Âge ingrat (1952)
- L'Auberge fameuse (1953)
- Juliette Bonviolle (1954)
- Le Fils (1956)
- Les Mariages de raison (1957)
- Jouhandeau (1959)
- Le Bonheur du jour, (1960),
- Les Cartes du temps, (1962),
- Plaisir et lectures. I. (1964)
- Les Jeux de la nuit (1964)
- Proust et l' écrivain (1965)
- La Bataille de Toulouse (Премія Ренодо) (1966)
- Plaisir et lectures. II. (1968)
- Une vie, Rimbaud (1968)
- Des Jardins en Espagne
- Le Sacre de Napoléon
- Préface du Tome I des œuvres de Julien Green (1972)
- Charles X, roi ultra (1974)
- Saint-Simon l'admirable (1974)
- Saint-Simon ambassadeur (1974)
- Les Profondes Années (1976)
- Michelet, le prêtre et la femme (1978)
- Petit entracte à la guerre (1980)
- Lacordaire et quelques autres (1982)
- Préface aux Conférences de Lacordaire à Toulouse
- Le Musée espagnol de Louis-Philippe. Goya (1986)
- Préface aux Affaires de Rome, de Lamennais (1986)
- L'Escaladieu (1987)
- Pages de journal (1987)
- Pour Sainte-Beuve
- Chateaubriand, qui êtes-vous ? (1988)
- Préface de La Correspondance Lacordaire-Montalembert (1989)
- L' Âge ingrat, réédition de l'ensemble du cycle (1989)
- Préface du Tome II des Œuvres de Julien Green (1990)
- Le Crime de Torcy, suivi de Fausses nouvelles (1990)
- En marge d'un Mauriac (1991)
- Mauriac, le roman et Dieu (1991)
- Préface à un choix de pages du Temps immobile, de Claude Mauriac (1993)
- Préface à Dits et inédits, de Bussy-Rabutin (1993)
- Dieu et la NRF, 1909–1949 (1994)
- Le Diable à la NRF, 1911–1951 (1996)
- Autour de Dieu et le Diable à la NRF (1996)
- Magnificat (1997)
- Jardins d' écrivains (1998)
- Julien Green et ses contemporains, le cas Mauriac (1998)
- Le Sacre de Napoléon (1998)
- Entretien (with Chateaubriand) (1998)
- Lettres de la Forêt-Noire, 1943–1998 (2000)

## Нагороди та премії
- 1960 — Prix des Critiques (Премія Критики)
- 1964 — Prix des libraires
- 1966 — Премія Ренодо
- 1974 — Prix des Ambassadeurs
- 1974 — Grand Prix de la Critique (Гран-прі Критики)
- 1976 — Grand Prix de Littérature de l'Académie française (Велика літературна премія Французької академії) за Les Profondes Années